# إيرل ماي
إيرل ماي (بالإنجليزية: Earl May)‏ هو موسيقي أمريكي، ولد في 17 سبتمبر 1927 في نيويورك في الولايات المتحدة، وتوفي في 4 يناير 2008 في أورانج الجنوبية ‏ في الولايات المتحدة.

## وصلات خارجية
- إيرل ماي على موقع ميوزك برينز (الإنجليزية)
- إيرل ماي على موقع أول ميوزيك (الإنجليزية)
- إيرل ماي على موقع ديسكوغز (الإنجليزية)